# Hen a Chicken
Ostrovy Hen a Chicken (v překladu „Ostrovy Slepice a Kuře”) je souostroví na severu Nového Zélandu.
Souostroví tvoří dva geografické celky: ostrov Hen (maorsky Taranga) a řetězec menších ostrovů Chicken (maorsky Marotiri). Tyto menší ostrovy jsou Wareware a Muriwhenua (společně se jim říká Severozápadní Chicken), Mauitaha (Západní Chicken), Lady Alice či Motu Muka (Velký Chicken), Whatupuke (Střední Chicken) a Coppermine (Východní Chicken).
V roce 1925 byly ostrovy prohlášeny za přírodní rezervaci z důvodu přítomnosti unikátní fauny a flory. Souostroví je oblíbeným místem potápěčů.
Mezi lety 1988–1989 bylo na ostrov Hen přemístěno 38 kiviů Owenových. Přemístění bylo motivováno snahou o geografické rozšíření těchto ohrožených ptáků.